# 早晨演播室
早晨演播室（瑞典語：Morgonstudion）是一檔由瑞典電視台製作的早晨新聞資訊節目，自2017年8月28日起在瑞典電視台第一台（SVT1）播出，以取代之前的「瑞典早晨」（Gomorron Sverige）。與前檔節目相比，早晨演播室更為著重於新聞報導流程。